# Campiglossa coloradensis
Campiglossa coloradensis är en tvåvingeart som först beskrevs av Quisenberry 1949.  Campiglossa coloradensis ingår i släktet Campiglossa och familjen borrflugor. Inga underarter finns listade.